# Dasipodídeos
Dasipodídeos, popularmente conhecidos como tatu ou, por vezes, também chamados pelo hispanismo armadillo (que em espanhol significa “armadinho”), são uma família de mamíferos da ordem Cingulata. Caracteriza-se pela armadura que cobre o corpo. Nativos do continente americano, os tatus habitam as savanas, cerrados, matas ciliares e florestas molhadas. Têm importância para a medicina, uma vez que são os únicos animais, para além do homem, capazes de contrair lepra, sendo usados nos estudos dessa enfermidade.
A lepra pode ser transmitida pelo consumo da carne de tatu.

## Etimologia
"Tatu" é derivado do tupi tatu, nome do animal. "Dasypodidae" veio da junção dos termos gregos δασύς (dasys): "piloso, peludo" e πούς, ποδός (pous, podos): "pé", significando, portanto, "pé peludo".

## Questões ecológicas
Os tatus tem grande importância ecológica, pois são capazes de alimentar-se de insetos (são, portanto, animais insetívoros), contribuindo para um equilíbrio de populações de formigas e cupins. Na Universidade da Região da Campanha, em Alegrete, no Rio Grande do Sul, no Brasil, uma pesquisa sobre a dieta dos tatus revelou que um único exemplar de tatu-mulita (Dasypus hybridus) com 2,5 quilogramas de peso é capaz de consumir 8 855 invertebrados em uma única noite.
Quando estes animais são caçados pelo seu valor cinegético (caça para alimento), acaba por se desequilibrar o ecossistema, pois se extermina um controlador natural de insetos, favorecendo o aumento destes invertebrados e resultando em problemas econômicos para a região.

## Classificação
Família dos dasipodídeos
- Subfamília Dasipodíneos
  - Gênero Dásipo
    - Dasypus novemcintus - Tatu-galinha
    - Dasypus septemcinctus - Tatu-galinha-pequeno
    - Dasypus hybridus - Tatu-mulita
    - Dasypus sabanicola
    - Dasypus kappleri - Tatu-de-quinze-quilos
    - Dasypus pilosus
    - Dasypus yepesi
    - †Dasypus bellus

### Filogenia
Os dasipodídeos, como os clamiforídeos, é um clado basal dentro dos Cingulata, como mostrado abaixo. O Tatu-de-quinze-quilos (D. kappleri) é basal dentro dos dasipodídeos.

## O tatu e os nativos do Novo Mundo
A maior parte dos nativos da América do Sul apreciavam a carne do tatu pura ou como ingrediente em outros pratos, bem como utilizavam sua carapaça, rabo e ossos para a confecção de utensílios. Um dos mais conhecidos artefatos elaborados a partir da carapaça do tatu é o charango, instrumento cordófono de origem boliviana. O nome do instrumento em Quechua é quirquincho (kirkinchu), que quer dizer justamente "tatu". Atualmente, o instrumento é confeccionado totalmente em madeira.
Os Cinta Larga de Mato Grosso e Rondônia capturavam o tatu inserindo fumaça na sua toca.
Aaru era um beiju feito com massa de mandioca e tatu moqueado  pelos Nambiquara do Mato Grosso e Rondônia. Os Xicrin do Pará usavam o rabo de tatu para confeccionar flauta, com a qual anunciavam sua chegada a aldeia amiga e eram recebidos pelos habitantes com sons emitidos por instrumentos semelhantes.
Cestos eram confeccionados com a carapaça do tatu. Os Kaxinawá do Acre e Peru empregavam, muito antes do contato com os europeus, linha de envira e anzol confeccionado com a junção do cúbito e o rádio do tatu.  Moças menstruadas dos Uanana do Amazonas podiam se alimentar da formiga maniuara e do beiju. O peixe jeju ou carne de tatu eram os alimentos indicados após o rito de flagelação. Acreditavam que a carne do tatu era composta pelas carnes de todos os outros animais.